# (8600) Arundinaceus
(8600) Arundinaceus ist ein Asteroid des inneren Hauptgürtels, der am 30. September 1973 von dem niederländischen Astronomenehepaar Cornelis Johannes van Houten und Ingrid van Houten-Groeneveld entdeckt wurde. Die Entdeckung geschah im Rahmen der 2. Trojaner-Durchmusterung, bei der von Tom Gehrels mit dem 120-cm-Oschin-Schmidt-Teleskop des Palomar-Observatoriums aufgenommene Feldplatten an der Universität Leiden durchmustert wurden, 13 Jahre nach Beginn des Palomar-Leiden-Surveys.
Der Asteroid gehört zur Nysa-Gruppe, einer nach (44) Nysa benannten Gruppe von Asteroiden (auch Hertha-Familie genannt, nach (135) Hertha).
Der mittlere Durchmesser des Asteroiden wurde mit 4,409 (±0,289) km berechnet, die Albedo mit 0,173 (±0,025).
(8600) Arundinaceus ist nach dem Drosselrohrsänger benannt, dessen wissenschaftlicher Name Acrocephalus arundinaceus lautet. Zum Zeitpunkt der Benennung des Asteroiden am 2. Februar 1999 befand sich der Drosselrohrsänger auf der niederländischen Roten Liste gefährdeter Vogelarten. Die Anfangsbuchstaben der Asteroiden (8585) bis (8600) bilden die Redewendung Per aspera ad astra.